# Lekarze (serial telewizyjny)
Lekarze – polski serial medyczny w reżyserii Filipa Zylbera i Marcina Wrony, emitowany od 3 września 2012 do 30 listopada 2014 na antenie TVN. Pierwotnie miał nosić tytuł Szpital Alicji. Akcja serialu ma miejsce w fikcyjnym toruńskim szpitalu Copernicus.
Przed premierą pierwszej serii Lekarzy telewizja TVN podjęła decyzję o produkcji drugiej serii, która trafiła na antenę TVN 25 lutego 2013 roku. Popularność pierwszych odcinków skłoniła TVN do produkcji trzeciej i czwartej serii, które zostały kolejno wyemitowane jesienią 2013 roku i wiosną 2014 roku. Przed premierą czwartej serii podjęto decyzję o przygotowaniu 5. serii serialu. Pierwsze trzy serie emitowane były w poniedziałki o 21:30. Czwarta seria emitowana była w niedziele o 20:00, zaś piąta w niedziele o 21:00.
Początkowo stacja planowała nakręcenie 6. serii, jednak 7 listopada 2014 TVN zdecydowała o zakończeniu emisji serialu wraz z końcem piątej serii w wyniku spadającej oglądalności.

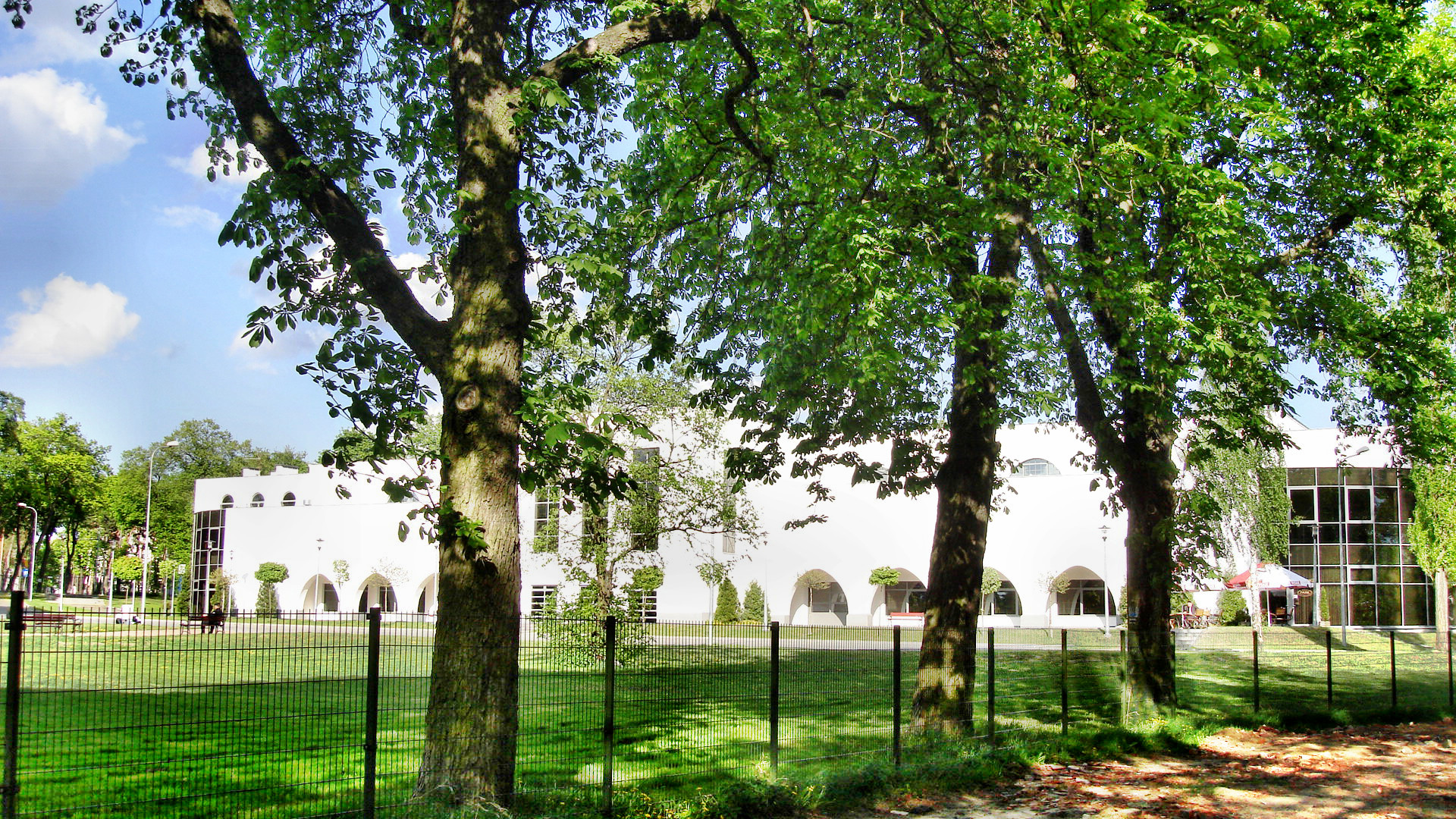
Hala wystawowa w Toruniu (fikcyjny szpital Copernicus)

Od 14 maja 2015 serial Lekarze jest emitowany w amerykańskiej stacji V-me.

## Obsada

### Główni bohaterowie
| Aktor                 | Rola                                                                | Okres występowania    |
| --------------------- | ------------------------------------------------------------------- | --------------------- |
| Magdalena Różczka     | Dr Alicja Keller (Szymańska), chirurg                               | 2012–2014 (serie 1–5) |
| Jacek Koman           | Dr Leon Jasiński, ojciec Alicji i Beaty, chirurg, dawniej ordynator | 2012–2014 (serie 1–5) |
| Danuta Stenka         | Dr Elżbieta Bosak, pulmonolog i dyrektor szpitala                   | 2012–2014 (serie 1–5) |
| Katarzyna Bujakiewicz | Sylwia Matysik, pielęgniarka                                        | 2012–2014 (serie 1–5) |
| Agnieszka Więdłocha   | Dr Beata Jasińska, anestezjolog                                     | 2012–2014 (serie 1–5) |
| Szymon Bobrowski      | Dr Piotr Wanat, ginekolog, ordynator ginekolgii                     | 2012–2014 (serie 1–5) |
| Piotr Polk            | Prof. Krzysztof Florczyk, chirurg                                   | 2012–2014 (serie 1–5) |
| Marcin Perchuć        | Dr Adam Gajewski „Jivan”, internista                                | 2012–2014 (serie 1–5) |
| Wojciech Zieliński    | Dr Daniel Orda, chirurg                                             | 2012–2014 (serie 1–5) |
| Wojciech Mecwaldowski | Dr Michał Karkoszka, chirurg, ordynator                             | 2013–2014 (serie 3–5) |
| Borys Szyc            | Dr Przemysław Karski, chirurg                                       | 2014 (seria 5)        |
| Paweł Małaszyński     | Dr Maks Keller, chirurg                                             | 2012–2014 (serie 1–4) |

### Bohaterowie drugoplanowi
| Aktor                 | Rola                                              | Okres występowania               |
| --------------------- | ------------------------------------------------- | -------------------------------- |
| Adam Cywka            | Tadeusz Guła, chirurg                             | 2012–2014 (serie 1–5)            |
| Marcin Tyrol          | Łukasz Wilecki, chirurg                           | 2012–2014 (serie 1–5)            |
| Modest Ruciński       | Marek Nowak, chirurg                              | 2012–2014 (serie 1–5)            |
| Grzegorz Sikora       | Buszko, kardiolog                                 | 2012–2014 (serie 1–5)            |
| Tadeusz Borowski      | Stanisław Mich, transplantolog                    | 2012–2014 (serie 1–5)            |
| Marta Ścisłowicz      | Magdalena Żelichowska, ginekolog, kochanka Piotra | 2012–2014 (serie 1–5)            |
| Katarzyna Warnke      | Izabela Wanat, adwokat, żona Piotra               | 2013–2014 (serie 2–5)            |
| Aleksandra Hamkało    | Barbara Torzewska, chirurg, partnerka Leona       | 2013–2014 (serie 2–5)            |
| Krzysztof Jędrysek    | Tadeusz Karkoszka, transplantolog, ojciec Michała | 2013–2014 (serie 2–5)            |
| Andrzej Niemyt        | Filip Galita, partner Beaty Jasińskiej            | 2013–2014 (serie 2–5)            |
| Karina Seweryn        | Aneta, anestezjolog                               | 2012–2014 (serie 1–5)            |
| Piotr Jankowski       | Andrzej Nowisz, psycholog                         | 2013–2014 (serie 3–5)            |
| Elżbieta Starostecka  | Krystyna Keller, matka Maksa                      | 2012–2014 (serie 1–5)            |
| Daniel Olbrychski     | Gustaw Keller, ojciec Maksa                       | 2012–2014 (serie 1–5)            |
| Anna Lutosławska      | Natasza, matka Elżbiety Bosak                     | 2012–2014 (serie 1–5)            |
| Nicolas Kusiak        | Janek, syn Elżbiety Bosak                         | 2012–2014 (serie 1–5)            |
| Patrycja Durska       | Ewa Gajewska, żona „Jivana”                       | 2012–2014 (serie 1–5)            |
| Michał Czernecki      | Bartek Madura, żużlowiec                          | 2013–2014 (serie 2–5)            |
| Tadeusz Zięba         | Leduchowicz, neurochirurg                         | 2012, 2013–2014 (serie 1, 3–5)   |
| Katarzyna Arkuszyńska | pielęgniarka SOR                                  | 2012–2014 (serie 1–5)            |
| Izabella Wojnowska    | pielęgniarka                                      | 2012–2014 (serie 1–5)            |
| Jacek Opolski         | Stanisław, portier                                | 2012–2014 (serie 1–5)            |
| Anna Polony           | Prof. Janina Pekold, pediatra                     | 2014 (serie 4–5)                 |
| Marcin Troński        | Jerzy Łącki, wiceprezydent Torunia                | 2012–2013, 2014 (serie 1–2, 4–5) |
| Olga Bołądź           | Dr Anna Bogna Zaniewska, neurochirurg             | 2014 (seria 5)                   |
| Jarosław Felczykowski | Góra, ortopeda                                    | 2012–2013 (serie 1–3)            |
| Wojciech Socha        | Adam Baliński, pediatra                           | 2012–2013 (serie 1–3)            |
| Grzegorz Milczarczyk  | anestezjolog                                      | 2012–2013 (serie 1–3)            |
| Grzegorz Woś          | ratownik medyczny                                 | 2012–2013 (serie 1–3)            |
| Cezary Łukaszewicz    | Krystian Wełyczko, nefrolog                       | 2012, 2013 (serie 1, 3)          |
| Magdalena Boczarska   | Olga Rojko, lekarka z misji w Somalii             | 2013 (serie 2–3)                 |
| Aleksandra Domańska   | Maja Sikorska, lekarz                             | 2013 (serie 2–3)                 |
| Leszek Piskorz        | były ordynator ginekologii                        | 2012, 2013 (serie 1, 3)          |
| Krzysztof Franieczek  | radny Lis                                         | 2012–2013 (serie 1–2)            |
| Rafał Dziwisz         | Jerzy, zastępca dyrektora                         | 2012-2014 (serie 1–5)            |

## Lista odcinków
| Seria | Seria | Sezon       | Odcinki    | Premiera        | Finał             | Emisja              | Średnia oglądalność |
| ----- | ----- | ----------- | ---------- | --------------- | ----------------- | ------------------- | ------------------- |
|       | 1.    | jesień 2012 | 1–13 (13)  | 3 września 2012 | 26 listopada 2012 | poniedziałek, 21.30 | 3 053 833           |
|       | 2.    | wiosna 2013 | 14–26 (13) | 25 lutego 2013  | 27 maja 2013      | poniedziałek, 21.30 | 2 766 452           |
|       | 3.    | jesień 2013 | 27–39 (13) | 2 września 2013 | 25 listopada 2013 | poniedziałek, 21.30 | 2 721 601           |
|       | 4.    | wiosna 2014 | 40–52 (13) | 2 marca 2014    | 25 maja 2014      | niedziela, 20.00    | 2 340 364           |
|       | 5.    | jesień 2014 | 53–65 (13) | 7 września 2014 | 30 listopada 2014 | niedziela, 21.00    | 2 000 034           |

## Lekarze po godzinachiLekarze nocą
Bezpośrednio po emisji każdego odcinka 3. serii Lekarzy na antenie TVN, o 22:30 premierę miał serial internetowy Lekarze po godzinach w serwisie Player, będący dopełnieniem właściwego serialu. Każdy z 13 odcinków trwał ok. 6–8 minut. Aktorzy w humorystyczny sposób nawiązywali bezpośrednio do zdarzeń w premierowych odcinkach emitowanych w TVN.
Podczas 4. serii w niedziele o 21:00 bezpośrednio po emisji serialu w TVN był nadawany w serwisie Player serial internetowy Lekarze nocą. Jest to komediowa odsłona serialu, show dwóch bohaterów drugoplanowych – doktora Tadeusza Guły (Adam Cywka) i doktora Łukasza Wileckiego (Marcin Tyrol). Gościnnie pojawiają się w nim pozostałe postacie z serialu. Akcja toczy się zawsze na nocnym dyżurze. Każdy z 13 odcinków trwa od 5 do 6 minut.